# Barnard (Vermont)
Barnard ist eine Town im Windsor County des Bundesstaates Vermont in den Vereinigten Staaten mit 992 Einwohnern (laut Volkszählung von 2020).

## Geografie

### Geografische Lage
Der Ort liegt in den Ausläufern der Green Mountains. Im Zentrum der Town liegt der Silver Lake nördlich schließt der Silver Lake State Park an den Silver Lake an. Im Südwesten befindet sich der Barnard State Park. Die State Route 12 führt von Woodstock im Südosten nach Bethel im Nordwesten.

### Nachbargemeinden
Alle Entfernungen sind als Luftlinien zwischen den offiziellen Koordinaten der Orte aus der Volkszählung 2010 angegeben.
- Norden: Royalton, 9,3 km
- Nordosten: Sharon, 22,4 km
- Osten: Pomfret, 13,8 km
- Südosten: Woodstock,  10,6 km
- Süden: Bridgewater, 6,6 km
- Südwesten: Killington, 16,7 km
- Westen: Stockbridge, 14,0 km
- Nordwesten: Bethel, 8,1 km

### Klima
Die mittlere Durchschnittstemperatur in Barnard liegt zwischen −8,3 °C (17 °F) im Januar und 20,0 °C (68 °F) im Juli. Damit ist der Ort gegenüber dem langjährigen Mittel Vermonts um etwa 2 Grad kühler. Die Schneefälle zwischen Oktober und Mai liegen mit deutlich mehr als zwei Metern (bei einem Spitzenwert im Januar von knapp 50 cm) ungefähr doppelt so hoch wie die mittlere Schneehöhe in den USA. Die tägliche Sonnenscheindauer liegt am unteren Rand des Wertespektrums der USA.

## Geschichte
Barnard wurde am 17. Juli 1761 als ein New Hampshire Grant gegründet. Benannt wurde die Town nach dem zweiten im Grant genannten, Sir Francis Bernard Gouverneur der Province of New Jersey und später der Province of Massachusetts Bay. Im August 1780 wurden vier Einwohner von Barnard bei einem Indianerüberfall gefangen genommen und nach Kanada verschleppt. Zwei konnten fliehen und die anderen wurden ein Jahr später freigelassen.
Sinclair Lewis, der spätere Nobelpreisträger für Literatur, kaufte im Jahr 1928 zwei Farmen in Barnard für seine spätere Frau, die Schriftstellerin und Journalistin Dorothy Thompson, die ihn nur unter dieser Bedingung heiraten wollte. Thompson lebte dreißig Jahre auf Twinfarms und heiratete nach der Trennung von Lewis im Jahr 1943 den tschechischen Maler und Bildhauer Maxim Kopf, der auf der Flucht vor den Truppen Hitlers in die Vereinigten Staaten gekommen war.
Im Jahr 1941 pachteten der Schriftsteller Carl Zuckmayer und seine Frau Alice Herdan-Zuckmayer die Backwoods Farm. Sie kamen schon seit 1939 mit Hilfe von Dorothy Thompson jeweils in den Sommerferien nach Barnard. Die Farm bearbeiteten die Zuckmayers bis ins Jahr 1946. Sein Drama Des Teufels General entstand dort. Ihre Zeit in Barnard wird in der Autobiografie Als wär’s ein Stück von mir (Carl Zuckmayer, 1966) und in Die Farm in den grünen Bergen (Alice Herdan-Zuckmayer, 1949) beschrieben.

### Religionen

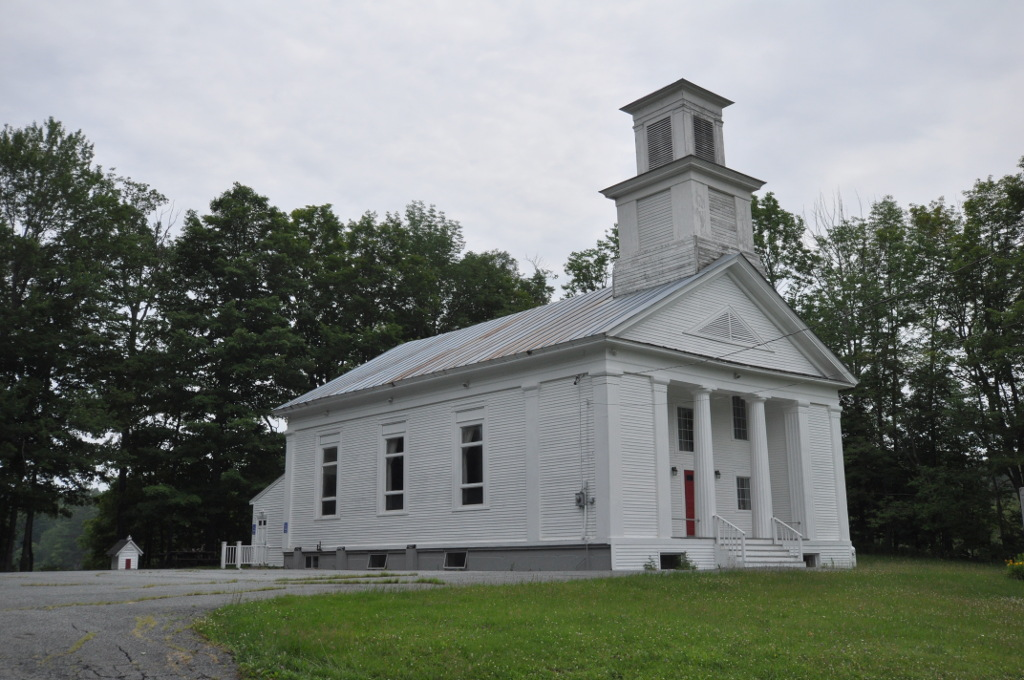
Silver Lake Chapel

Es gibt in Barnard zwei Kirchen, die Unitarische First Universalist Church und die Kongregationalistische Silver Lake Chapel.

### Einwohnerentwicklung
| Volkszählungsergebnisse – Town of Barnard, Vermont | Volkszählungsergebnisse – Town of Barnard, Vermont | Volkszählungsergebnisse – Town of Barnard, Vermont | Volkszählungsergebnisse – Town of Barnard, Vermont | Volkszählungsergebnisse – Town of Barnard, Vermont | Volkszählungsergebnisse – Town of Barnard, Vermont | Volkszählungsergebnisse – Town of Barnard, Vermont | Volkszählungsergebnisse – Town of Barnard, Vermont | Volkszählungsergebnisse – Town of Barnard, Vermont | Volkszählungsergebnisse – Town of Barnard, Vermont | Volkszählungsergebnisse – Town of Barnard, Vermont |
| Jahr                                               | 1700                                               | 1710                                               | 1720                                               | 1730                                               | 1740                                               | 1750                                               | 1760                                               | 1770                                               | 1780                                               | 1790                                               |
| -------------------------------------------------- | -------------------------------------------------- | -------------------------------------------------- | -------------------------------------------------- | -------------------------------------------------- | -------------------------------------------------- | -------------------------------------------------- | -------------------------------------------------- | -------------------------------------------------- | -------------------------------------------------- | -------------------------------------------------- |
| Einwohner                                          |                                                    |                                                    |                                                    |                                                    |                                                    |                                                    |                                                    |                                                    |                                                    | 673                                                |
| Jahr                                               | 1800                                               | 1810                                               | 1820                                               | 1830                                               | 1840                                               | 1850                                               | 1860                                               | 1870                                               | 1880                                               | 1890                                               |
| Einwohner                                          | 1236                                               | 1848                                               | 1691                                               | 1881                                               | 1774                                               | 1647                                               | 1487                                               | 1208                                               | 1191                                               | 918                                                |
| Jahr                                               | 1900                                               | 1910                                               | 1920                                               | 1930                                               | 1940                                               | 1950                                               | 1960                                               | 1970                                               | 1980                                               | 1990                                               |
| Einwohner                                          | 840                                                | 737                                                | 653                                                | 584                                                | 486                                                | 439                                                | 435                                                | 569                                                | 790                                                | 872                                                |
| Jahr                                               | 2000                                               | 2010                                               | 2020                                               | 2030                                               | 2040                                               | 2050                                               | 2060                                               | 2070                                               | 2080                                               | 2090                                               |
| Einwohner                                          | 958                                                | 947                                                | 992                                                |                                                    |                                                    |                                                    |                                                    |                                                    |                                                    |                                                    |

## Wirtschaft und Infrastruktur

### Verkehr
Wichtigster Verkehrsweg in Barnard ist die von Norden nach Süden verlaufende State Route 12. Nächstgelegene Bahnstationen mit Personenverkehr sind in Randolph, White River Junction und in Killington (Vermont) zu finden.

### Öffentliche Einrichtungen
Das Dartmouth–Hitchcock Medical Center in Lebanon, New Hampshire ist das Krankenhaus für Barnard und die Region des Connecticut Rivers.
In Barnard  befindet sich eine öffentliche Bibliothek, die Charles B. Danforth Public Library, sie ist der Barnard Academy angegliedert.

### Bildung
In Barnard befindet sich die Barnard Academy mit Klassen von Pre-Kindergarten bis zur sechsten Klasse. Barnard gehört zur Windsor Central Supervisory Union. Schülerinnen und Schüler der Oberstufe besuchen die Woodstock Union Middle School and High School. Die nächstgelegenen Colleges finden sich in Hanover, New Hampshire, Norwich und Middlebury, die nächste Universität in Plymouth, New Hampshire.

## Persönlichkeiten

### Söhne und Töchter der Stadt
- Horace Eaton (1804–1855), Gouverneur von Vermont
- Danielle Bean, Biathletin

### Persönlichkeiten, die vor Ort gewirkt haben
- Maxim Kopf (1892–1958), tschechischer Maler und Bildhauer
- Sinclair Lewis (1885–1951), Schriftsteller, Gewinner des Nobelpreises für Literatur
- Dorothy Thompson (1893–1961), Schriftstellerin und Journalistin
- Alice Herdan-Zuckmayer (1901–1991), Schriftstellerin
- Carl Zuckmayer (1896–1977), Schriftsteller
- Louis Nathaniel von Rothschild, Bankier und Kunstmäzen